# Steksjön
Steksjön är en sjö i Ljusdals kommun i Hälsingland och ingår i Ljusnans huvudavrinningsområde. Sjön har en area på 0,395 kvadratkilometer och ligger 248,9 meter över havet. Sjön avvattnas av vattendraget Enån.

## Delavrinningsområde
Steksjön ingår i det delavrinningsområde (688187-148128) som SMHI kallar för Utloppet av Finnebysjön. Medelhöjden är 252 meter över havet och ytan är 1,05 kvadratkilometer. Räknas de 12 avrinningsområdena uppströms in blir den ackumulerade arean 109,12 kvadratkilometer. Enån som avvattnar avrinningsområdet har biflödesordning 2, vilket innebär att vattnet flödar genom totalt 2 vattendrag innan det når havet efter 171 kilometer. Avrinningsområdet består mestadels av skog (33 procent) och sankmarker (22 procent). Avrinningsområdet har 0,26 kvadratkilometer vattenytor vilket ger det en sjöprocent på 24,4 procent.